# Evangelische Kirche (Libice nad Cidlinou)

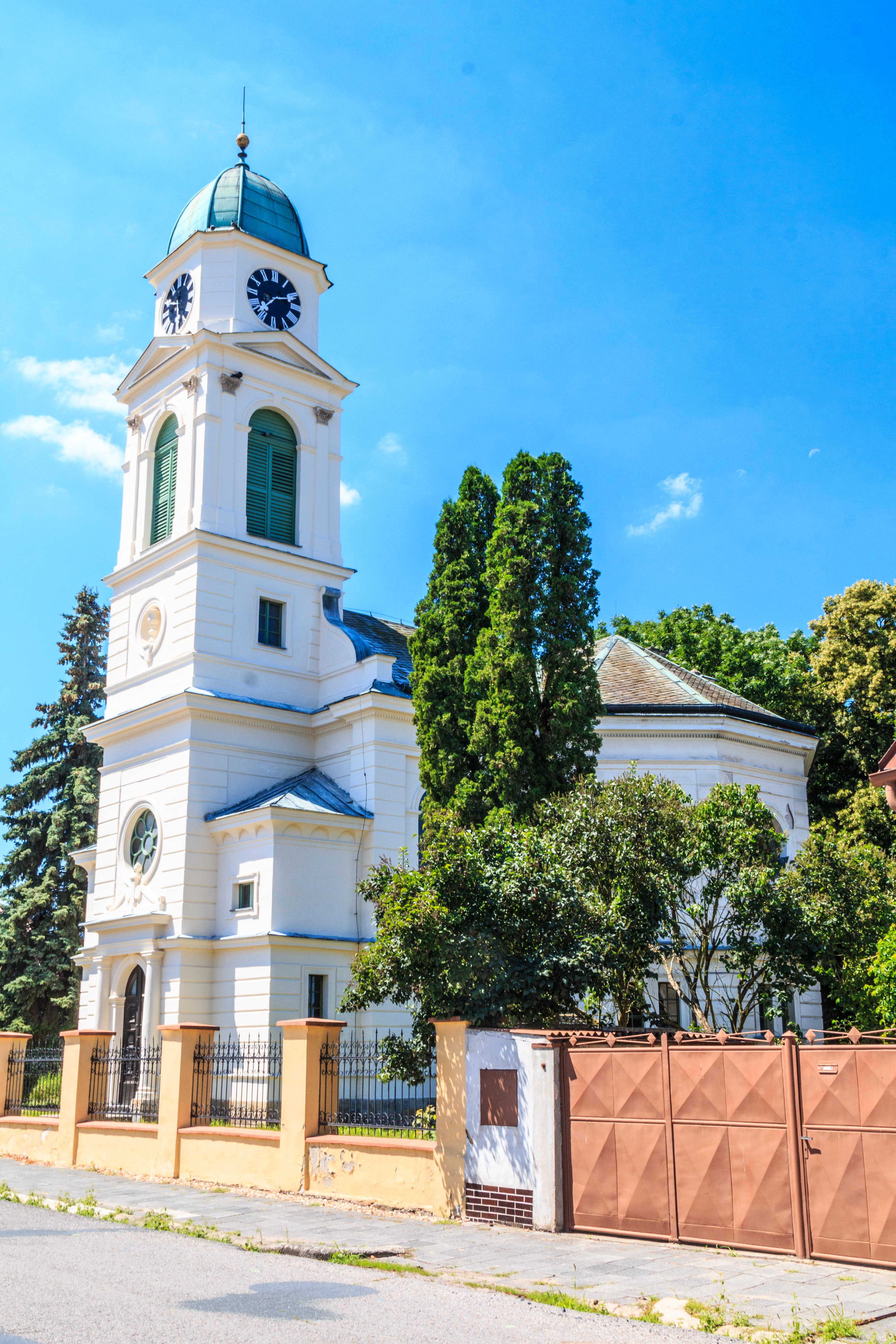
Evangelische Kirche Libice

Die Evangelische Kirche ist die protestantisch-reformierte Kirche von Libice nad Cidlinou (deutsch: Libitz an der Cidlina), einer Gemeinde im Okres Nymburk in Tschechien. Die Gemeinde gehört heute der Evangelischen Kirche der Böhmischen Brüder an.

## Geschichte
Nach Erlass des Toleranzpatents durch Kaiser Joseph II. konnte 1783 in Libitz eine evangelische Kirchengemeinde gegründet werden, die sich zum reformierten Bekenntnis bekannte. Unter dem ersten Pfarrer Moses von Tardy (1759–1837) konnte in Randlage des Dorfes ein Bethaus errichtet werden, dessen Einweihung am 23. November 1794 erfolgte. Erst mit dem 1861 von Kaiser Franz Joseph I. erlassenen Protestantenpatent ergab sich unter dem Pfarrer František Novák (1862–1930) die rechtliche Möglichkeit zur Errichtung eines dezidierter Kirchenbaus. Mit dem Entwurf wurde 1894 der Kolíner Architekt Čeněk Křička (1858–1948) beauftragt, der sich später auf dem anschließenden evangelischen Friedhof sein eigenes Mausoleum in Form eines griechischen Rundtempels errichten sollte. Nach Křičkas Plänen entstand in klassizistischer Formensprache ein stark gegliedertes Bauwerk als eine Kombination aus Zentral- und Saalkirche mit vorgesetztem Turm. Die Einweihung fand im Mai 1896 statt, wobei in der Kirche eine Orgel der Firma Emanuel Štěpán Petr (1852–1930) aus Prag aufgestellt wurde.
1870 wurde im benachbarten Poděbrady zunächst eine Filialgemeinde errichtet, die 1879 ihren Kirchenbau erhielt und 1895 in den Status einer selbständigen Pfarrgemeinde erhoben wurde.